# 3220 Murayama
3220 Murayama è un asteroide della fascia principale. Scoperto nel 1951, presenta un'orbita caratterizzata da un semiasse maggiore pari a 2,2256632 UA e da un'eccentricità di 0,1735314, inclinata di 6,61376° rispetto all'eclittica.
A fine 2024 è stato scoperto che è un asteroide binario con un periodo orbitale di 26,73 ore, il corpo principale ha una forma quasi sferica .
L'asteroide è dedicato a Sadao Murayama, uno studioso giapponese di meteoriti.